# Goodbye Mr. Cool
Pour plus de détails, voir Fiche technique et Distribution.
Goodbye Mr. Cool (九龍冰室, Gau Lung bing sat) est un film d'action hongkongais réalisé par Jingle Ma (en) et sorti en 2001 à Hong Kong.
C'est un film dérivé de la série des Young and Dangerous.

## Synopsis
Dragon (Ekin Cheng) est déterminé à quitter les triades après sa sortie de prison et se reconvertit en serveur dans un café de Kowloon. Mais lorsque son ex-petite amie (Karen Mok) est élue Reine du monde criminel, elle se donne pour objectif personnel de le ramener à la criminalité. Bien que Dragon hésite à y retourner, ce n'est qu'une question de temps avant qu'il ne joue un rôle clé dans une guerre de gangs sanglante. 

## Fiche technique
- Titre : Goodbye Mr. Cool
- Titre original : 九龍冰室 (Gau Lung bing sat)
- Réalisation : Jingle Ma (en)
- Scénario : Susan Chan et Sin Ling-yeung
- Photographie : Lai Yiu-fai
- Montage : Marco Mak
- Musique : Chan Kwong-wing
- Production : Pang Wai-luen et Wu Man-biu
- Société de production et de distribution : Golden Harvest et Shaw Brothers
- Pays d'origine :  Hong Kong
- Langue originale : cantonais
- Format : couleur
- Genre : Action, drame et film de gangsters
- Durée : 101 minutes
- Dates de sortie :
  -  Hong Kong : 12 avril 2001

## Distribution
- Ekin Cheng : Dragon
- Karen Mok : Helen
- Stephanie Che : JoJo
- Lam Suet : Kong